# Пичгау
Пичгау (нем. Pitschgau) — коммуна (нем. Gemeinde) в Австрии, в федеральной земле Штирия. 
Входит в состав округа Дойчландсберг.  Население составляет 1599 человек (на 31 декабря 2005 года). Занимает площадь 12,19 км². Официальный код  —  6 03 22.

## Политическая ситуация
Бургомистр коммуны — Карл Шобер (СДПА) по результатам выборов 2005 года.
Совет представителей коммуны (нем. Gemeinderat) состоит из 15 мест.
- СДПА занимает 11 мест.
- АНП занимает 4 места.